# Cinema do Laos

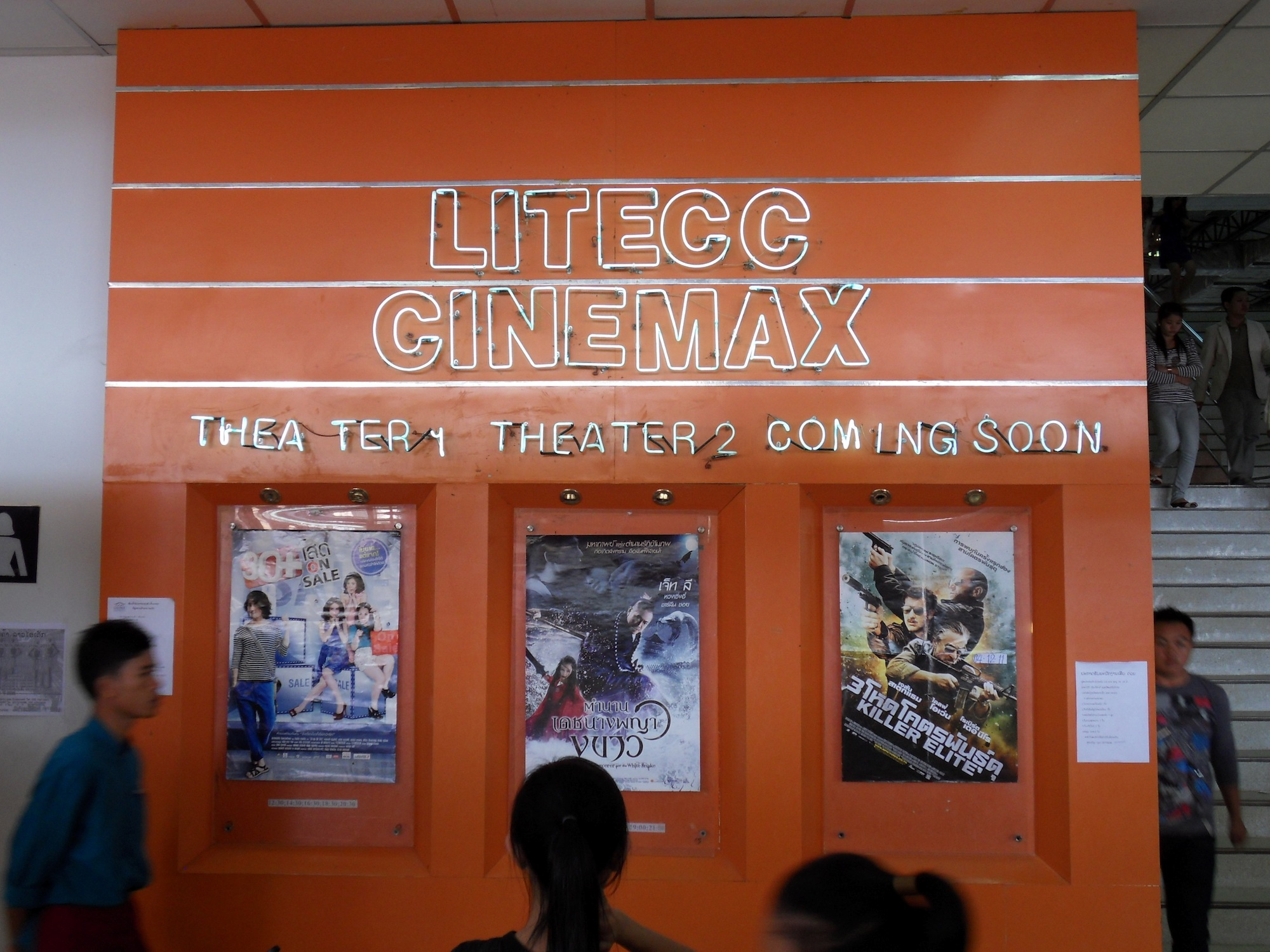
Programação de um cinema no Laos

Cinema do Laos refere-se à indústria cinematográfica no Laos.

## História
Depois do colonialismo e da Guerra Civil do Laos, o cinema não foi considerado uma prioridade. Até 1989, o Departamento de Cinema do Ministério da Cultura detinha o monopólio da produção cinematográfica. O primeiro longa-metragem produzido após a abolição da monarquia foi Gun Voice from the Plain of Jars, dirigido por Somchith Pholsena em 1983, mas seu lançamento foi impedido pela censura. Depois de 1989, várias empresas estatais foram autorizadas a operar, mas o sucesso foi limitado. De fato, escrevendo em 1995, Som Ock Southiponh afirmou que "o cinema do Laos não existe".
A partir da década de 2010, alguns diretores do Laos passaram a dirigir filmes sem o apoio de empresas estrangeiras, incluindo Panumas Deesattha com Hak-Am-Lam (2013) e Anysay Kaewla, formada na Tailândia, com At the End. O filme de Kaewla foi descrito como "um thriller violento que ultrapassou os limites do que o governo do Laos iria tolerar no filme". Um crítico local escreveu: "Boates, automóveis de luxo, fumo, bebidas, homens usando brincos, perseguições de carro e violência armada — que geralmente não são retratados na mídia do Laos por causa da censura estrita". No entanto, depois que um primeiro rascunho não passou pela censura, um segundo rascunho foi aceito, e o filme fez sucesso nas bilheterias.
A diretora que tornou o cinema laosiano notável internacionalmente foi Mattie Do. Ela também foi a primeira diretora feminina do Laos. Nascida nos Estados Unidos e formada na Itália, ela voltou país como parte de um acordo de relocação oferecido a seu marido por uma produtora. Do fez sua estreia em 2012 com Chanthaly, que foi o primeiro filme de terror escrito e dirigido inteiramente no Laos. Seu segundo filme, Dearest Sister (2016) (ນ້ອງ ຮັກ) foi selecionado para participar do Festival de Cannes 2014. O filme de 2019 de Do The Long Walk também participou de festivais internacionais.

## Festivais

### Luang Prabang
O Luang Prabang Film Festival (LPFF) é uma organização sem fins lucrativos fundada em 2010 que hospeda um festival anual de cinema em Luang Prabang, no Laos. O festival apresenta obras exclusivamente de países membros da Associação de Nações do Sudeste Asiático (ASEAN). Além disso, a organização apoia várias atividades educacionais, competições e pequenas bolsas para cineastas do Laos e da região do Sudeste Asiático ao longo do ano.

### Vientianale
Vientianale foi um festival de cinema realizado anualmente em Vientiane de 2009 a 2018. O festival incluia uma seção competitiva de curtas-metragens para cineastas do Laos e exibiu filmes internacionais populares.